# 黏毛蒿
黏毛蒿（学名：Artemisia mattfeldii）是菊科蒿属的植物，为中国的特有植物。分布于中国大陆的青海、甘肃、西藏、四川等地，生长于海拔2,600米至4,700米的地区，见于草地、林缘、荒坡和路旁等。

## 异名
无绒黏毛蒿（学名：Artemisia mattfeldii var. etomentosa）为菊科蒿属下的一个变种。